# Valpromide
Valpromide (được bán dưới dạng Depamide của Sanofi-Aventis) là một dẫn xuất carboxamide của axit valproic được sử dụng trong điều trị động kinh và một số rối loạn cảm xúc. Nó được chuyển hóa nhanh chóng (80%) thành axit valproic (một loại thuốc chống co giật khác) nhưng có đặc tính chống co giật. Nó có thể tạo ra mức huyết tương ổn định hơn axit valproic hoặc natri valproate và có thể hiệu quả hơn trong việc ngăn ngừa co giật do sốt. Tuy nhiên, nó mạnh hơn một trăm lần như một chất ức chế epoxid hydrolase gan. Điều này làm cho nó không tương thích với carbamazepine và có thể ảnh hưởng đến khả năng loại bỏ các độc tố khác của cơ thể. Valpromide không an toàn hơn khi mang thai so với axit valproic.
Valpromide được hình thành thông qua phản ứng của axit valproic và amonia thông qua một chloride axit trung gian.
Ở dạng tinh khiết, valpromide là một loại bột tinh thể màu trắng và có điểm nóng chảy 125-126 °C. Nó thực tế không hòa tan trong nước nhưng hòa tan trong nước nóng. Nó có sẵn trên thị trường ở một số nước châu Âu.